# Вырыпаев, Василий Осипович
Васи́лий О́сипович Вырыпа́ев (1891, Самара, Российская империя — 1977, Сан-Франциско, США) — русский офицер, военачальник, ближайший соратник В. О. Каппеля, полковник (1919). Участник Первой мировой и Гражданской войн. Участник Белого движения в Поволжье и Сибири. Участник Великого Сибирского Ледяного похода. Автор воспоминаний о каппелевцах.

## Образование
Окончил Самарское юнкерское училище, Московский коммерческий институт.

## Участие в Первой мировой войне
Первую мировую войну начал вольноопределяющимся. Служил в 5-м конно-артиллерийском дивизионе. В 1914 г. был награждён солдатским Георгиевским крестом 4-й степени. Прапорщик (ноябрь 1914 г.). Подпоручик (1915 г.). Поручик (1916 г.). Штабс-капитан (1917 г.).

## Участие в гражданской войне
К моменту занятия Самары 8 июня 1918 г. группой войск Чехословацкого корпуса и перехода власти в городе в руки временного правительства, получившего наименование Комитета членов Учредительного собрания (КОМУЧ), состоял в составе самарской офицерской подпольной организации. Вступил в Народную армию и был назначен командиром 1-й Волжской отдельной конной батареи. В 1918 г. произведён в капитаны.
Служил в составе 1-го Волжского армейского корпуса Генерального штаба генерал-лейтенанта В. О. Каппеля. Принимал участие во всех операциях корпуса, группы войск. В 1919 г. был произведён в подполковники, а затем — и в полковники.
Участник Великого Сибирского Ледяного похода.

## Эмиграция
В эмиграции жил с 1922 г. в Китае, с 1923 г. — в Австралии. С сентября 1929 г. — в Сан-Франциско, США. Работал в журнале «Военная быль».

Могила В. О. Вырыпаева на Сербском кладбище Сан-Франциско, США

Василий Осипович Вырыпаев скончался в феврале 1977 года.

Текст некролога на смерть В. О. Вырыпаева, в котором содержатся дополнительные сведения о его биографии. 1977 год, США

## Труды
- На войне.
- Так было.
- Каппелевцы
- Записки В. О. Вырыпаева.
- В. О. Каппель.